# 소울 키친
소울 키친(Soul Kitchen)은 독일에서 제작된 파티 아킨 감독의 2009년 코미디 영화이다. 아담 보스도코스 등이 주연으로 출연하였고 파티 아킨 등이 제작에 참여하였다.

## 출연

### 주연
- 아담 보스도코스
- 모리츠 블라이브트로이
- 비롤 위넬

### 조연
- 펠리네 로간
- 루카스 그레고로빅스
- 돌카 그릴러스
- 보탄 빌케 모링
- 모니카 블라이브트로이
- 마크 호즈만
- 셈 아킨
- 카트린 스트리에벡
- 얀 페더
- 피터 로메이어
- 구스타브 피터 볼러
- 라스 루돌프
- 조아나 아두 기암피
- 어니스트 하우스만
- 우도 키에르
- 안나 베데르케

## 제작진
- 공동제작: 파비안느 보니어
- 공동제작: 플라미니오 자드라
- 의상: 캐트린 애쉔도프